# 科勒施拉格
科勒施拉格是奥地利上奥地利州罗尔巴赫县的一个市镇。总面积17平方公里，总人口1536人，人口密度90.4人/平方公里（2005年）。